# Xã Elk, Quận Warren, Pennsylvania
Xã Elk (tiếng Anh: Elk Township) là một xã thuộc quận Warren, tiểu bang Pennsylvania, Hoa Kỳ. Năm 2010, dân số của xã này là 520 người.